# Fritz Puchstein

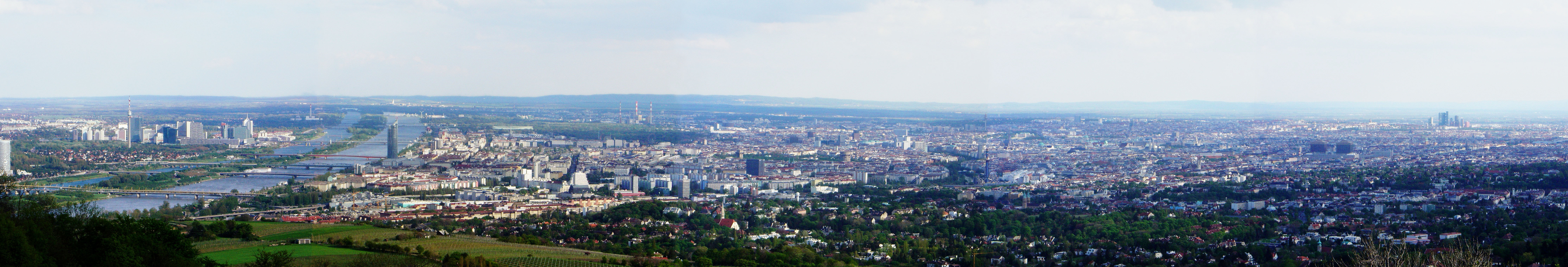
Panorama Wiednia – miasto Fritza Puchsteina

Fritz Puchstein (ur. 7 października 1893 w Łobzie, zmarł 31 marca 1968 r. w Wiedniu) – niemiecki (austriacki) aktor, reżyser, operator, producent i manager.
W roku 1931 zrealizował jako pierwszy film (niemy) w trakcie którego przedstawiono panoramę miasta Łobez, gdzie producentem filmu była jego żona Erika, scenariusz napisał Fritz Richter-Elsner. Film zrealizowała wytwórnia filmowa: Kulturfilm Erich Puchstein. Film nosił tytuł Heldentum – Volkstum – Heimatkunst (inna nazwa: Die Stadt im Osten)) i przedstawiał głównie pomnik Rolanda, który mieszkańcy miasta wybudowali w czynie społecznym w latach 20., gdzie film był grywany w niemieckich kinach w tym w Łobzie (Łobez do roku 1945 miał 2. kina).

## Filmografia
- 1965 – An der Donau, wenn der Wein blüht, aktor
- 1961/1962 – Julia, du bist zauberhaft, aktor
- 1951/1952 – Jenseits der Weichsel, reżyser, producent
- 1942/1943 – Späte Liebe, aktor
- 1941 – Oh, diese Männer, aktor
- 1940 – Ein Leben lang, aktor
- 1939 – Ich bin Sebastian Ott, aktor
- 1939 – Hochzeitsreise zu dritt, aktor
- 1939 – Mutterliebe, aktor
- 1938/1939 – Hotel Sacher, aktor
- 1938 – Konzert in Tirol, aktor
- 1937 – Premiere, aktor
- 1937 – Liebling der Matrosen, aktor
- 1935 – Kind und Geld, reżyser
- 1935 – Eva, aktor
- 1934 – Salto in die Seligkeit, aktor
- 1933 – Jenseits der Weichsel, reżyser
- 1932/1933 – Das Erwachen der Seele. 2. Teil, reżyser
- 1932/1933 – Segelfliegen in Rossitten, reżyser
- 1932 – Große Fahrt nach Ostpreußen, producent
- 1931 – Heldentum – Volkstum – Heimatkunst, reżyser, operator, menadżer
- 1930 – Das Erwachen der Seele. Die seelische Entwicklung des Menschen, reżyser
- 1927 – Ein hartes Geschlecht, reżyser.